# Jukka Rauhala
Jukka Rauhala (n. 1 martie 1959, Muurame, Häme Province⁠(d), Finlanda) este un luptător ce a reprezentat Finlanda, medaliat olimpic. A participat la 2 ediții ale Jocurilor Olimpice (1984, 1988) în care a câștigat o medalie de bronz.